# モリエール 恋こそ喜劇
『モリエール 恋こそ喜劇』（ - こいこそきげき、Molière）は、2007年のフランスのロマンティック・コメディ映画。17世紀フランスを代表する劇作家モリエールの空白で謎とされる青年期に、後の名作を生むきっかけとなった知られざる恋があったとの仮説に基づいて描かれたフィクションである。

## 概要
フランスの劇作家モリエールの若き日を描いた作品。フランスでは180万人を動員する大ヒットとなった。
モスクワ映画祭観客賞、男優賞受賞。第33回セザール賞では助演男優賞、脚本賞、美術賞、衣装デザイン賞にノミネートされた。
日本では、2007年3月にフランス映画祭（第15回）にて上映され観客賞を受賞し、2010年3月よりBunkamuraル・シネマほか全国順次公開された。

## ストーリー
17世紀のフランス。喜劇で知られる人気劇作家モリエールは、喜劇以外の作品にも取り組もうとするが、どうしても周りからは喜劇を期待されてしまう。新作を書き進める中、モリエールはまだ無名だった若き日の恋を思い出す。
1644年、22歳のモリエールは仲間とともに劇団を立ち上げたものの借金がかさみ、遂には投獄されてしまう。そんな彼を救い出したのは金持ちの商人ジュルダン氏である。彼は妻子がありながら、美貌の侯爵夫人セリメーヌに恋しており、彼女のために自作を披露したいので、借金を肩代わりする代わりにモリエールに演劇の指南役を頼みたいというのである。断われば再び牢屋送りとなることから、モリエールは仕方なく引き受ける。そして、ジュルダン氏の妻子にこの件がばれないように、司祭「タルチュフ」を名乗り、ジュルダン氏の末娘の教育係としてジュルダン家に潜り込む。ところが、ジュルダン氏の妻エルミールが、モリエールの作品と知らずに、彼の書いた作品を絶賛したことをきっかけに、モリエールとエルミールは不倫関係となってしまう。
一方、ジュルダン氏は王とも近しいドラント伯爵にセリメーヌとの仲介を頼んでいたが、実はドラント伯爵はセリメーヌの愛人で、しかも破産しかかっているためにジュルダン氏を騙して大金を借りていたのである。また、貴族の仲間入りをしたいジュルダン氏は、娘アンリエットが平民の青年ヴァレールと恋仲になっていることを知ると、ドラント伯爵の息子トマと結婚させようとする。息子を金持ちと結婚させようと考えていたドラント伯爵にとっては渡りに船だったが、アンリエットの幸せを願うエルミールは何とかして破談にしようと、ドラント伯爵が提示した通りの額の金を用意することを約束してしまう。そこでモリエールはアンリエットの狂言誘拐を計画し、エルミールは必死に「娘を誘拐された母親」を演じてジュルダン氏に金を出させようとするが、誘拐されたことになっているアンリエットがささいなことでヴァレールと喧嘩をして、家に戻って来てしまったことからあえなく失敗する。
アンリエットとトマの結婚の準備が進む中、ジュルダン氏はセリメーヌが自分のことをどう思っているのか本音を知りたくなる。モリエールは一計を案じ、ジュルダン氏に女装させてセリメーヌのサロンに忍び込ませると、侯爵を名乗ってセリメーヌの本音を引き出す。するとセリメーヌはジュルダン氏を「たかが商人」などと蔑む言葉を連発する。ジュルダン氏はショックを受けつつも、彼女を激しく侮蔑する言葉を残してその場を後にする。これにより、ドラント伯爵がジュルダン氏を騙していたことも明らかになり、ジュルダン氏は娘の結婚を取りやめようとするが、ドラント伯爵は自分が王にも近い大物であることを誇示し、ジュルダン氏を脅して結婚の準備を強引に進めさせる。
失意のジュルダン氏が帰宅すると、妻エルミールが男を連れ込んでいることに気付いてしまう。この事態にモリエールは自分が愛人であることをジュルダン氏に告白し、エルミールにとって娘の幸せが一番の幸せなので、何とかしてアンリエットの結婚を取りやめて欲しいと懇願する。ジュルダン氏はモリエールが自分たちの前から姿を消すことを条件に願いを聞き入れ、策を練ることにする。
その夜、結婚式が執り行われる。そこにジュルダン氏の部下が「倉庫が全て焼け、破産した」と叫んで駆け込んで来る。慌てたドラント伯爵は結婚を撤回し、息子トマを連れて出て行ってしまう。しかし、これは全てジュルダン氏の仕組んだ嘘であった。こうしてトマとの結婚がなくなり、喜ぶアンリエットとエルミールを前に、ジュルダン氏は次の花婿候補としてヴァレールを招き入れ、そのままアンリエットとヴァレールの結婚式を執り行う。そして、モリエールはジュルダン氏との約束通りに屋敷を出て行く。
それから13年の月日が流れ、売れっ子の喜劇作家となったモリエールは、エルミールやジュルダン氏らをモデルに新作喜劇を書き上げ、成功を収める。そんなある日、モリエールはエルミールが病に倒れ余命わずかであることを知る。涙ながらに見舞うモリエールにエルミールはこれからも喜劇を書いて欲しいと告げる。こうしてモリエールは彼女との悲恋をも「喜劇」として描く。

## キャスト
- ジャン＝バティスト・ポクラン（モリエール） - ロマン・デュリス： 劇作家で俳優。
- ジュルダン氏 - ファブリス・ルキーニ： 金持ちの商人。
- セリメーヌ - リュディヴィーヌ・サニエ： 侯爵夫人。ジュルダン氏の想い人。
- エルミール・ジュルダン - ラウラ・モランテ： ジュルダン夫人。
- ドラント伯爵 - エドゥアール・ベール： ジュルダン氏を騙している男。実はセリメーヌの愛人。
- アンリエット・ジュルダン - ファニー・ヴァレット： ジュルダン夫妻の娘。
- ヴァレール - ゴンザーグ・モンテュエル： アンリエットの恋人。
- トマ - ジリアン・ペトロフスキー： ドラント伯爵の息子。商売の仕事を望む。